# Stensjön (Frustuna socken, Södermanland)
Stensjön är en sjö i Gnesta kommun i Södermanland och ingår i Svärtaåns huvudavrinningsområde. Sjön har en area på 0,0959 kvadratkilometer och ligger 42 meter över havet. Stensjön ligger i Stortrön Natura 2000-område.

## Delavrinningsområde
Stensjön ingår i det delavrinningsområde (653805-158376) som SMHI kallar för Utloppet av Stensjön. Medelhöjden är 49 meter över havet och ytan är 1,11 kvadratkilometer. Det finns inga avrinningsområden uppströms utan avrinningsområdet är högsta punkten. Vattendraget som avvattnar avrinningsområdet har biflödesordning 3, vilket innebär att vattnet flödar genom totalt 3 vattendrag innan det når havet efter 39 kilometer. Avrinningsområdet består mestadels av skog (92 procent). Avrinningsområdet har 0,09 kvadratkilometer vattenytor vilket ger det en sjöprocent på 8,4 procent.